# 634

## Починали
- 18 декември – Модест
- Абу Бакр, арабски халиф